# Одустајање
Одустајање је америчка драмска минисерија коју је креирала Елизабет Мериведер, заснована на подкасту Одустајање који води Ребека Џервис, а чији је продуцент ABC News. Документује осрамоћену биотехнолошку компанију Теранос и њену оснивачицу Елизабет Холмс (коју глуми Аманда Сајфред). Серија је премијерно приказана на стриминг платформи Хулу 3. марта 2022. године.

## Радња
Одустајање, серија заснована на истоименом АБЦ аудио поскасту, говори о успону и паду Елизабет Холмс и њене компаније Теранос. Емисија се дотиче искуства која су вероватно мотивисла Холмсове обмане и лажи на линеаран начин, почевши од тинејџерских година па све до њеног разоткривања као преваранта.

## Глумачка постава и ликови

### Главни ликови
- Аманда Сајфред као Елизабет Холмс
- Навин Ендрус као Сани Балвани

### Споредни ликови
- Утакаш Ембудкар као Ракеш Мадхава
- Мишел Џил као Крис Холмс
- Бил Ирвин као Ченинг Робертсон
- Вилијем Х. Мејси као Ричард Фуис
- Елизабет Марвел као Ноел Холмс
- Лори Меткалф као Филис Гарднер
- Мери Лин Рајскуб као Лорејн Фуис
- Кејт Бартон као Рошел Гибонс
- Стивен Фрај као Ијан Гибонс
- Мајкл Ајронсајд као Дон Лукас
- Башир Салахудин као Брендан Морис
- Џош Пејс као Ваде Микелон
- Дилан Минет као Тајлер Шлуц
- Алан Рук као Џеј Росан
- Харт Бохнер као Лари Елисон
- Џејмс Хиројуки Лијао као Едмонд Ку
- Ники Ендрес као Ана Ариола
- Кермин Ми – јанг Ким као Ерика Чунг
- Ендру Лидс као Роланд
- Сем Вотерстон као Џорџ Шлуц
- Куртвуд Смит као Дејвид Бојс
- Ен Арчер као Шарлот Шулц
- Лисагеј Хамилтон као Џудит Бејкер
- Михаела Воткинс као Линда Танер
- Ебон Мос – Бакрах као Џон Кериру
- Кевин Сусман као Марк Рослер
- Сем Стрели као Кристијан Холмс
- Шон Џ. Браун као Даниел Јанг
- Амир Арисон као Еви Тевениан
- Рич Сомер као Кевин Хантер

## Епизоде
|    | Наслов            | Режирао             | Написао                                                                         | Оригинални датум издавања |
| -- | ----------------- | ------------------- | ------------------------------------------------------------------------------- | ------------------------- |
| 1. | „У журби сам”     | Мајкл Шоуолтер      | Елизабет Мериведер                                                              | 3. март 2022.             |
| 2. | „Сатори”          | Мајкл Шоуолтер      | Матт Лутски                                                                     | 3. март 2022.             |
| 3. | „Зелени сок”      | Мајкл Шоуолтер      | Хилари Бетис                                                                    | 3. март 2022.             |
| 4. | „Стари белац”     | Мајкл Шоуолтер      | Дан Лефранк                                                                     | 10. март 2022.            |
| 5. | „Цвет живота”     | Франческа Грегорини | Лиз Хана                                                                        | 17. март 2022.            |
| 6. | „Гвоздене сестре” | Франческа Грегорини | Веи – Нинг Ју                                                                   | 24. март 2022.            |
| 7. | „Хероји”          | Ерика Вотсон        | Лиз Хелденс                                                                     | 31. март 2022.            |
| 8. | „Лизи”            | Ерика Ботсон        | Теледрама: Елизабет Мериведер Прича: Елизабет МЕриведер и Софија Левицки – Вајс | 7. април 2022.            |

## Продукција

### Развој
Deadline Hollywood је 10. априла 2019. године пријавио да је Хулу дао продукцији поруџбину за серију од 6 до 10 епизода. Извршни продуцент серије би била Кејт Мaкинон, водитељка Одустајања Ребека Џaрвис и њени продуценти Тејлор Дан и Викторија Томпсон. Продукцијска кућа задужена за ову серију јe Searchlight Television што бива њена прва продукција. Након што је кастингом изабрана Аманда Сајфред, она се такође придружује минисерији као продуцент, док су се Елизабет Мериведер, Лиз Хелденс, Лиз Хана, и Кетрин Пуп придружили Дун и Томпсон као извршни продуценти. 31. марта 2021. и Мајкл Шовалтер и Џордана Молик придружили су се серији као извршни продуценти. Такође се очекивало да ће Шовалтер режирати неколико епизода.

### Улоге
Кејт Мaкинон је такође добила улогу Елизабет Холмс, бившег извршног директора Теранос. Мaкинон је одустала од пројекта 18. фебруара 2021. Иако њен одлазак није имао објашњење, продукција је напредовала без Мaкинон, 29. марта 2021. Аманда Сејфрид је изабрана да замени Мaкинон. Дан касније Невен Ендрус се придружио главној глумачкој екипи. 10. јуна 2021. године Вилијем Х. Мејси, Лори Меткалф, Елизабет Марвел, Утакаш Ембудкар, Кејт Бартон, Стивен Фрај, Мишел Џил, Мајкл Ајронсајд, Бил Ирвин и Џош Пејс добили су споредне улоге. 3. августа 2021. године Дилан Минет, Алан Рук, Башир Салахудин, Мери Лин Рајскуб, Харт Бохнер, Џејмс Хиројуки Лијао, Ники Ендрес, Кермин Ми–јанг Ким и Ен Арчер добили су споредне улоге. 5. августа 2021. године Сем Вотерстон, Куртвуд Смит, Ен Арчер добили су споредне улоге. Дана 14. септебра 2021. Лисагеј Хамилтон, Михаела Воткинс, Ебон Мос – Бакрах, Кевин Сусман, Сем Стрели и Шон Браун придружили су се глумачкој екипи у сталном ангажовању.

## Издања
Серија је премијерно приказана 3. марта 2022. године, при чему су прве три епизоде биле доступне одмах, а остале су излазиле сваке недеље на Хулу платформи. На међународним тржиштима, требало би да буде објављен преко Стар садржаја на Дизни +, на Стар + у Латинској Америци, и на Дизни + Хотстар у Индији и југоисточној Азији.

## Пријем

### Критички одговор
На веб локацији агрегатора рецензија Rotten Tomatoes, ограничена серија има оцену одобравања од 89% на основу 86 критика критичара, са просечном оценом 7,4/10. Критичари сајта кажу: "Одустајање је више успешна документарна драма него као мрачна комедија, али Аманда Сајфред узнемирујући опис лика Елизабете Холмс уноси свежину у ово препричавање скорашње историје”. На Metacritic, серија има оцену 75 од 100, базирано на 32 критике, укључујући на ”на генерално погодан приказ”.
Керолајн Фрамка за Variety каже да сматра минисерију веома импресивном због свог оригиналног портрета Елизабет Холмс, похвалила је глумце, посебно Аманда Сајфред и Невин Ендрус, и тврдила је да серија вешто успева да својим монтажама веома покрије Холмесин живот током година. Данијел Фајинбг за Тhe Hollywood Reporter похвалио је Сајфред за њену изведбу, похвалио је и споредну глумачку екипу, похвалио је како минисерија успева да прикаже Холмес и различите делове њене личности, и сматра да је карактеризација Холмес окружења најбољи део у серији. Прегледавајући серију за Rolling Stone, Ален Сепинвол је дао оцену 4 од 5 звездица, и описао је као „излуђујуће, задивљујућу и на моменте запањујуће смешну реакцију приче која би се чинила превише апсурдном да би била истинита ако већ нисмо знали другачије”. Бет Веб за Empire је оценила серију 4 од 5 звездица, похвалила је извођење Сејфред и Ендрус и сматрала је серију кохезивном и очаравајућом. Џојси Слејтон за Common Sense Media оценила је минисерију са 4 од 5 звездица, похвалила је глумачке наступе и изјавила да је серија илустрована тако да је Холмс отишла предалеко да би имала позитиван утицај на свет.

### Гледаност
Према Форбсу, минисерија је била недељу дана у Nielsn's најбољих десет стриминг програма од 7. марта 2022. до 13. марта 2022. године.